# Il colore del dolore
Il colore del dolore è un film del 2020 diretto da Francesco Benigno.

## Trama
Francesco ha dodici fratelli e dopo la prematura morte della madre saranno cresciuti dal padre violento. Francesco scappa così sempre di casa e finisce in riformatorio. Avrà poi  il suo riscatto personale.

## Distribuzione
Il film è stato distribuito a partire dal 10 settembre 2020.